# Ischnura haemastigma
Ischnura haemastigma là một loài chuồn chuồn kim trong họ Coenagrionidae.
Ischnura haemastigma được miêu tả khoa học năm 1927 bởi Fraser.